# Municipio de Appleton (Minnesota)
El municipio de Appleton (en inglés, Appleton Township) es un municipio del condado de Swift, Minnesota, Estados Unidos. Tiene una población estimada, a mediados de 2023, de 193 habitantes.

## Geografía
Está ubicado en las coordenadas 45°11′49″N 96°3′26″O / 45.19694, -96.05722. Según la Oficina del Censo, tiene una superficie total de 83.0 km², de los cuales 79.8 km² corresponden a tierra firme y 3.2 km² están cubiertos de agua.

## Demografía
Según el censo de 2020, en ese momento había 193 personas residiendo en la zona. La densidad de población era de 2.4 hab./km². El 96.89 % de los habitantes eran blancos, el 0.52 % era amerindio, el 0.52 % era asiático, el 0.52 % era de otra raza y el 1.55% eran de una mezcla de razas. No hay hispanos o latinos viviendo en la zona.